# 南非奈氏鱈
南非奈氏鱈，為輻鰭魚綱鱈形目鼠尾鱈科的其中一種。分布於南非外海海域，屬深海底棲性魚類，棲息深度在400至1600公尺，體長可達38.5公分，生活習性不明。